# Camellia tachangensis
Camellia tachangensis är en tvåhjärtbladig växtart som beskrevs av F.C. Zhang. Camellia tachangensis ingår i släktet Camellia och familjen Theaceae. Utöver nominatformen finns också underarten C. t. remotiserrata.